# Pherotesia condensaria
Pherotesia condensaria är en fjärilsart som beskrevs av Achille Guenée 1858. Pherotesia condensaria ingår i släktet Pherotesia och familjen mätare. Inga underarter finns listade i Catalogue of Life.